# Šimige

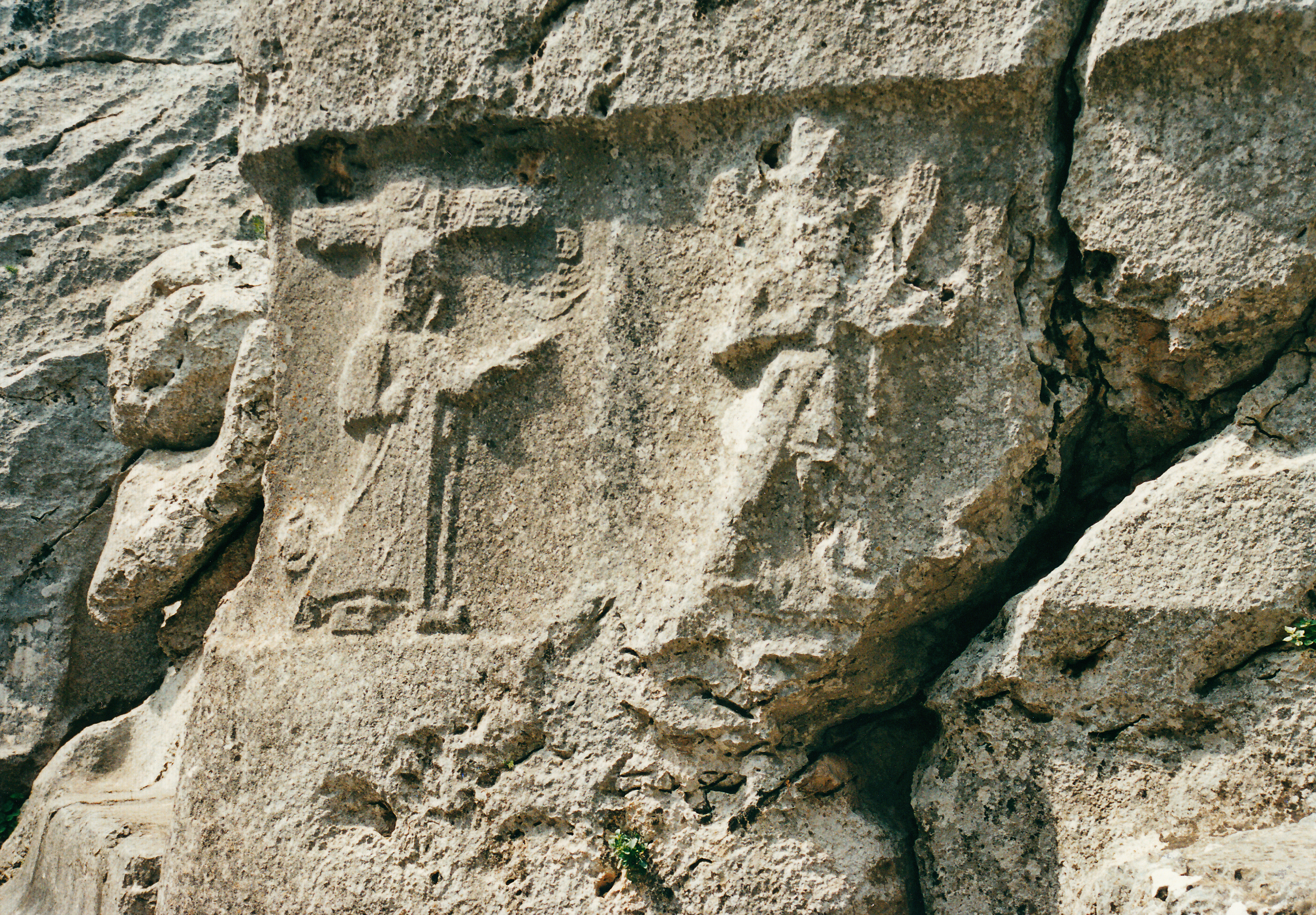
Šimige mit der Flügelsonne über dem Kopf und einem Krummstab in der Hand. Vor ihm geht der Mondgott Kušuḫ.

Šimige (in Ugarit: ṯmg), auch Sonnengott des Himmels genannt, ist der hurritische Sonnengott. Er wurde seit dem frühen 14. Jahrhundert v. Chr. auch von den Hethitern verehrt. Im hethitischen Felsheiligtum Yazılıkaya ist er einer der Hauptgötter.

## Wesen
Šimige wurde stark dem mesopotamischen Sonnengott Šamaš von Sippar angeglichen und übernahm von diesem Aya Ikaltu als Gattin, wobei der Beiname Ikaltu oder Nikaltu das unverstandene akkadische Wort kallātu „Braut“ wiedergibt. Auch die beiden Wesire Bunene und Mišaru wurden übernommen; ein anderer Wesir ist Lipparu.
Šimige fährt einen von vier Pferden gezogenen Wagen. Zu beiden Seiten begleiten ihn Bunene und Mišaru, zudem auch noch die beiden Personifikationen „Respekt“ und „Ehrfurcht“.
Dem Šimige werden Kinder zugeschrieben. So nennt eine hurritische Beschwörung aus Mari die sieben Töchter des Šimige und in einem bruchstückhaft erhaltenen Text werden seine Söhne genannt, die Böses verrichteten. Auch die hethitischen Ilaliyanteš können in seinem Gefolge auftreten.